# 貴人尹氏 (朝鮮德宗)
貴人尹氏（귀인윤씨）（？—1495年），懿敬世子的後宮嬪御，本貫為坡平，尹沂與安東金氏之女。
尹氏生年不詳。在世祖二年（1456）八月二十三日被選為世子後宮從五品昭訓，十月十九日入宮。世祖十一年（1465）八月，世祖得知尹氏之母病得厲害，派遣內醫前往醫治，並在九月賜與尹氏母十石米。世祖十二年（1466）至十四年（1468）間，皆多有尹氏及其族親受賞賜的記錄。由此可見，尹氏相當得世祖疼愛。世祖還留下遺教，令月山君為尹氏養子。成宗年間，因成宗追尊生父懿敬世子為德宗的緣故，受封為淑儀。成宗十四年（1483年）與權氏一同晉升為貴人。燕山君元年（1495）去世，享年不詳。

## 家族
- 高祖父：宗簿令尹辅
- 高祖母：旌善全氏，左参赞全贲之女
  - 曾祖父：司宰正尹将
  - 曾祖母：草溪郑氏，判书郑俭之女
    - 伯祖父：护军尹瑀
    - 祖父：县监尹璞
      - 父：县令尹沂

    - 叔祖父：护军尹珠、护军尹璜、护军尹玭

  - 外曾祖父：监司金明理
  - 外曾祖母：庆州李氏，户部尚书鸡林府院君李达衷之女
    - 外祖父：直提学金孟献
    - 外祖母：阳城李氏，知中枢院事李思俭之女
      - 母：安東金氏
        - 妹：适宋谌
        - 妹：适佥正申永绥，本平山
        - 弟:遂安郡守尹寿泉

      - 舅父：生员金自靖
        - 表兄弟：兵使金延寿

      - 舅父：郡守金自壤
      - 姨母：适牧使李世瑶，本全义
      - 姨母：正郎赠副提学宋顺年，本恩津
        - 表妹：适领议政郑光弼，本东莱

    - 外祖姑母：适监察赠领议政光城府院君金铁山，本光山
      - 表舅父：左议政光山府院君金国光

## 附註
1. ↑  .   [2014-07-02]. （原始内容存档于2014-07-14）.
2. ↑  .   [2014-07-02]. （原始内容存档于2014-07-14）.
3. ↑  .   [2014-07-02]. （原始内容存档于2014-07-14）.
4. ↑  .   [2014-07-02]. （原始内容存档于2014-07-14）.
5. ↑  .   [2014-07-02]. （原始内容存档于2014-07-14）.
6. ↑  .   [2014-07-02]. （原始内容存档于2014-07-14）.
7. ↑  .   [2014-07-02]. （原始内容存档于2014-07-14）.
8. ↑  .   [2014-07-02]. （原始内容存档于2014-07-14）.
9. ↑  成宗實錄155卷，14年（1483）6月15日記錄2
10. ↑  .   [2014-07-02]. （原始内容存档于2014-07-14）.